# Pollenia nitidiventris
Pollenia nitidiventris este o specie de muște din genul Pollenia, familia Calliphoridae. A fost descrisă pentru prima dată de Jacques-Marie-Frangile Bigot în anul 1888.
Este endemică în Franța. Conform Catalogue of Life specia Pollenia nitidiventris nu are subspecii cunoscute.